# Plesioclytus
Plesioclytus is een kevergeslacht uit de familie van de boktorren (Cerambycidae). De wetenschappelijke naam van het geslacht werd voor het eerst geldig gepubliceerd in 1993 door Giesbert.

## Soorten
Plesioclytus is monotypisch en omvat slechts de volgende soort:
- Plesioclytus relictus Giesbert, 1993